# Beate Krum

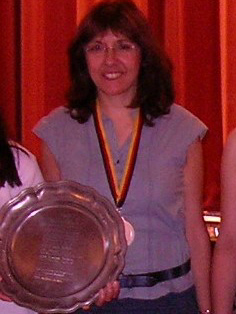
Beate Krum (2007)

Beate Krum (* 14. November 1957 in Baden-Baden) ist eine deutsche Schachspielerin und Fernschachmeisterin.

## Turnierschach
Krum begann mit dem aktiven Schach im Alter von 18 Jahren. 1979 gewann sie die badische Damenmeisterschaft. 2007 gewann sie in Braunfels mit der badischen Frauenauswahl die Deutsche Frauen-Ländermannschaftsmeisterschaft.
Für die SG Heidelberg-Kirchheim fungiert sie als Mannschaftsführerin der ersten Mannschaft, die in der Saison 2005/06 in der 1. Bundesliga spielte. Auch ist sie Referentin für Schulschach des Rhein-Neckar-Kreises.

## Fernschach
Anfang der 1980er Jahre qualifizierte sie sich für die 12. Deutsche Fernschachmeisterschaft der Frauen. Hier gewann sie das Finale 1982/85 mit 10 Punkten aus 12 Partien und wurde damit Deutsche Meisterin. Dabei siegte sie auch gegen die Titelverteidigerin Juliane Hund.